# 台西镇
36°03′40″N 120°17′50″E / 36.06111°N 120.29722°E
台西镇 (Taihsitschen)，中国山东省青岛市旧区划名，位于胶州湾东岸现市南区台西半岛中部，铁路青岛站以西。台西镇是德国胶州湾租借地要塞防线内界规划建设4个区域之一，也是2个华人劳工居住区之一。德租时期的台西镇的范围大致是台西一路、磁山路、台西四路和贵州路合围成的四边形区域。

## 地名来源
关于“台东”“台西”之名的来源，习惯性说法是：贮水山因明代建有烽火台而曾被称为“烽台岭（亦称风台岭）”，而台东、台西因地处烽台岭之东西两侧而得名。然而根据德租时期的手绘中文地图来看，“风台岭”被标注在今青岛山（“炮台山”）与贮水山之间的一个山丘上，而该山丘（根据德文地图高度在75-80米之间）的位置在青岛山北侧，胶宁高架、广饶路、登州路与青岛山山体的合围区域内，而非贮水山。至于“以烽台岭为界”“山上有明代烽火台”的说法，至今未找到可靠记载。

## 沿革
清帝国时代该地区原有一村庄，名为“小泥洼”，德租初期音译作，后又转译为“小梅坞”。1901年，德属胶澳总督府高价收购了原村庄，开始建设台西镇，后逐渐形成了中国人居住的市镇。1910年，德属胶澳总督府设置台西镇为德属胶澳保护领青岛市的四区之一。1929年9月，中华民国青岛市政府撤销台西镇，成立第一区。1935年5月，青岛市政府重划市乡区域并改定名称，撤销第一区，成立台西区。